# Mehmed VI
Mehmed VI, nombre original Mehmed Vahdettin o Mehmed Vahideddin (11 de enero de 1861-16 de mayo de 1926) fue el último sultán del Imperio otomano de la dinastía de Osman, iniciada en 1350. Su sultanato comenzó en 1918 y terminó en 1922. Hermano de Mehmet V Resad, Mehmet VI subió al trono debido al suicidio de su sobrino Yusuf Izzetin, el heredero al trono. Fue coronado el 4 de julio de 1918 como el trigésimo sexto sultán otomano.

## Reinado
La Primera Guerra Mundial fue un desastre para el Imperio otomano. Fuerzas británicas ocuparon Bagdad y Jerusalén durante la guerra y luego Constantinopla en noviembre de 1918. El imperio quedó dividido entre los Aliados europeos. En la conferencia de San Remo, celebrada en abril de 1920, a Francia le fue dado un mandato sobre Siria y a los británicos otro sobre Palestina y Mesopotamia. El 10 de agosto de 1920, los representantes de Mehmet firmaron el Tratado de Sèvres, el cual reconocía los mandatos, eliminaba el control otomano sobre Anatolia y Esmirna, reducía notablemente la extensión de Turquía, y reconocía al Hejaz (parte de la actual Arabia Saudita) como Estado independiente.
Los nacionalistas turcos se sintieron molestos por la aceptación del acuerdo por parte del sultán. Un nuevo gobierno, la Gran Asamblea Nacional Turca, bajo el liderato de Mustafa Kemal, se había formado en abril de 1920 en Ankara. El 23 de abril del mismo año, se aprobó una nueva Constitución.
Los triunfos de los nacionalistas en la guerra de Independencia turca hicieron que la secular monarquía otomana se disolviese el 1 de noviembre de 1922. 
El 16 de noviembre, temiendo ser asesinado, el sultán solicitó la protección británica y ser evacuado de Constantinopla.Los británicos dispusieron una aparatosa operación de traslado; el sultán abandonó la urbe a bordo de un buque de guerra británico, el Malaya, el 17 de noviembre.
El destronado sultán partió entonces hacia el exilio en Malta, y finalmente se estableció en la Italia de Benito Mussolini.en San Remo, el mismo balneario donde se había pactado el reparto de su imperio.
El 19 de noviembre de 1922, su primo hermano y príncipe heredero fue elegido califa, por lo que se convirtió en la nueva cabeza de la dinastía otomana como Abdul Mejid II, aunque con poderes únicamente espirituales; los terrenales pasaron a la Asamblea Nacional.

## Muerte
Mehmed VI murió el 16 de mayo de 1926 en la localidad de San Remo, al noroeste de Italia, muy pobre tanto que las autoridades italianas confiscaron su ataúd hasta que se pagaran las deudas con los comerciantes locales.

## Títulos y tratamientos
| ● 1861-1918: | Su alteza imperial el príncipe Mehmed de los otomanos |
| ● 1918-1922: | Su majestad imperial el sultán                        |